# 鼠叶小檗
鼠叶小檗（学名：Berberis iteophylla）是小檗科小檗属的植物，是中国的特有植物。分布在中国大陆的云南等地，生长于海拔2,180米的地区，多生在溪边、灌丛中、山坡以及疏林中，目前尚未由人工引种栽培。

## 别名
柳叶小檗（植物研究）